# 劉廷梅
劉廷梅（1497年—1574年），字與和，號同野，江西南昌府南昌縣人，民籍，明朝政治人物。

## 生平
為人至孝。江西鄉試第四十四名舉人。嘉靖二十六年（1547年）中式丁未科會試第二百四名，登第三甲第六十名進士。嘉靖二十七年（1547年），任直隸歙縣知縣，擢升南京兵部车驾司主事，丁母忧。終喪，補南武库司员外郎，遷礼部精膳司郎中，歴知漢陽府，擢廣東副使。穆宗隆慶初入覲，引年致仕。万历二年卒，年七十八。
墓志铭由汪道昆所作。

## 家族
曾祖劉子南；祖父劉傑灝；父劉伯封，贈中憲大夫；母蕭氏，封太安人，贈恭人。慈侍下。從兄廷庆（巡检）、廷赞、廷亮、廷享。從弟廷旭、廷道。弟廷楫（贡士）、廷膏（贡士）、廷賓（贡士）。